# World Cup 1989
Der Fersina Windows World Cup 1989 war ein Teamwettbewerb im Rahmen der Snooker-Saison 1988/89. Es wurde vom 21. bis zum 24. März 1989 im Bournemouth International Centre im englischen Bournemouth ausgetragen.
Das englische Team mit Steve Davis, Jimmy White und Neal Foulds gewann zum vierten Mal den World Cup durch einen 9:8-Sieg im Finale gegen das Team Rest of the World mit Dene O’Kane, Tony Drago und Silvino Francisco. Das Finale wurde durch eine re-spotted black entschieden.

## Teams
Zum Wettbewerb wurden wie üblich acht Länder eingeladen, die mit je drei Spielern antraten.
| Land              | Spieler 1         | Spieler 2     | Spieler 3    |
| ----------------- | ----------------- | ------------- | ------------ |
| England           | Steve Davis       | Jimmy White   | Neal Foulds  |
| Wales             | Terry Griffiths   | Doug Mountjoy | Cliff Wilson |
| Rest of the World | Silvino Francisco | Tony Drago    | Dene O’Kane  |
| Nordirland        | Dennis Taylor     | Alex Higgins  | Tommy Murphy |
| Kanada            | Cliff Thorburn    | Kirk Stevens  | Bob Chaperon |
| Australien        | Eddie Charlton    | John Campbell | Warren King  |
| Schottland        | Stephen Hendry    | Murdo MacLeod | Jim Donnelly |
| Irland            | Eugene Hughes     | Paddy Browne  | Tony Kearney |

## Turnier
|  | Viertelfinale Best of 9 Frames | Viertelfinale Best of 9 Frames |                        |   | Halbfinale Best of 9 Frames | Halbfinale Best of 9 Frames |  |  | Finale Best of 17 Frames | Finale Best of 17 Frames |
|  |                                |                                |                        |   |                             |                             |  |  |                          |                          |
|  | Team England                   | 5                              |                        |   |                             |                             |  |  |                          |                          |
|  | Team Irland                    | 1                              |                        |   |                             |                             |  |  |                          |                          |
|  | Team Irland                    | 1                              | Team England           | 5 |                             |                             |  |  |                          |                          |
|  |                                |                                | Team England           | 5 |                             |                             |  |  |                          |                          |
|  |                                | Team Kanada                    | 2                      |   |                             |                             |  |  |                          |                          |
|  | Team Nordirland                | Team Kanada                    | 2                      | 1 |                             |                             |  |  |                          |                          |
|  | Team Nordirland                |                                |                        | 1 |                             |                             |  |  |                          |                          |
|  | Team Kanada                    | 5                              |                        |   |                             |                             |  |  |                          |                          |
|  |                                |                                | Team England           | 9 |                             |                             |  |  |                          |                          |
|  |                                | Team Rest of the World         | 8                      |   |                             |                             |  |  |                          |                          |
|  | Team Australien                | 2                              |                        |   |                             |                             |  |  |                          |                          |
|  | Team Rest of the World         | 5                              |                        |   |                             |                             |  |  |                          |                          |
|  | Team Rest of the World         | 5                              | Team Rest of the World | 5 |                             |                             |  |  |                          |                          |
|  |                                |                                | Team Rest of the World | 5 |                             |                             |  |  |                          |                          |
|  |                                | Team Wales                     | 3                      |   |                             |                             |  |  |                          |                          |
|  | Team Wales                     | Team Wales                     | 3                      | 5 |                             |                             |  |  |                          |                          |
|  | Team Wales                     |                                |                        | 5 |                             |                             |  |  |                          |                          |
|  | Team Schottland                | 3                              |                        |   |                             |                             |  |  |                          |                          |